# Herman Emmink
Hermanus Christiaan Maria (Herman) Emmink (Amsterdam, 6 januari 1927 – Laren, 25 maart 2013) was een Nederlands zanger en presentator. Hij werd vooral beroemd door zijn vertolking van het wereldwijd bekende lied Tulpen uit Amsterdam in 1957.

## Levensloop
Naast mulo en handelsschool volgde Emmink tegelijkertijd pianolessen aan het conservatorium. Op 14-jarige leeftijd stond hij voor de eerste keer op het toneel in de revue van zijn oom. Na zijn middelbare school moest hij meteen in militaire dienst en werd hij naar Nederlands-Indië gestuurd. Hier werkte hij bij Radio Sario (de "soldatenzender") te Menado op Noord-Celebes. Hij wilde graag radio-omroeper worden, maar moest na terugkeer in Nederland enige tijd geduld hebben voor men hem een kans gaf.
Vanaf 1954 werkte Emmink als omroeper voor de VARA en de AVRO. Vanaf het moment dat hij ook bekendheid verwierf als zanger werd hij "de zingende omroeper" genoemd. Hij werkte ook voor AVRO's Radiojournaal en Radio Luxembourg. Tevens richtte hij, samen met collega Wim Verhagen, De Toverfluit op, een concert- en theaterbureau.
Bij de NCRV was hij aanvankelijk medepresentator van het programma Een tegen allen. In 1965 begon Emmink met zijn eerste eigen AVRO-radioprogramma Muzikaal Onthaal. Dit programma presenteerde hij tot 1982. Er waren in totaal 830 uitzendingen. Verder presenteerde hij het AVRO-televisieprogramma Wie van de Drie van 1971 tot 1982, met als panelleden onder anderen Albert Mol, Martine Bijl, Kees Brusse, Sonja Barend en Lous Haasdijk. Van 1982 tot 1987 presenteerde hij Te gast bij Herman Emmink voor de TROS. Deze opnamen vonden in hoofdzaak plaats in De Flint in Amersfoort.
Voor de TROS presenteerde Emmink Pierewaaien en Café Chantant. Toen deze omroep hem in 1982 een meerjarig contract aanbood, liet de AVRO hem gaan. Voor de NOS presenteerde hij in deze periode Zoeklicht op Nederland. In 1987 volgde het programma Tulpen uit Amsterdam bij de Radio Nederland Wereldomroep.
In 1992 maakte Emmink eenmalig zijn rentree als presentator van Zo Vader, Zo Zoon bij de NCRV als vervanger van de vaste presentator Gerard van den Berg. In de 300e aflevering, die werd gepresenteerd door Emmink, moest geraden worden welke van de vier zonen niet de echte zoon van Van den Berg was.
Van januari tot december 1994 presenteerde hij tijdelijk wederom het radioprogramma Oud plaatwerk en in 2003 te Amstelveen De hommage aan Ad van der Gein.
Emmink overleed in 2013. Hij had vastgelegd zijn stoffelijk overschot ter beschikking te stellen aan de wetenschap.
- International Standard Name Identifier: 0000 0001 3076 4165
- Library of Congress Control Number: no2006096101
- MusicBrainz: 6fd918ad-2aef-4db2-a33f-4b58b5a41c43
- Nederlandse Thesaurus van Auteursnamen: 313827176
- Virtual International Authority File: 284614304